# Robicia
Robicia is een geslacht van uitgestorven weekdieren uit de klasse van de Gastropoda (slakken).

## Soort
- Robicia pyramidella Brusina, 1897 †